# Downliners Sect
Downliners Sect je anglická rocková skupina. Vznikla v londýnském Twickenhamu v roce 1963 a svůj první singl „Baby What's Wrong“ vydala v červnu následujícího roku. První album, které dostalo název The Sect, kapela vydala téhož roku. Později následovalo ještě několik singlů a dvě studiová alba. V roce 1968 skupina ukončila svou činnost; po devíti letech byla opět obnovena, ale již nevydala žádné nové album.

## Diskografie
- The Sect (1964)
- The Country Sect (1965)
- The Rock Sect's In (1966)